# Đặng Ngọc Giao
Đặng Ngọc Giao (1929 - 1999) là một sĩ quan cấp cao trong Quân đội nhân dân Việt Nam, hàm Thiếu tướng, Nhà giáo Nhân dân, Giáo sư, Tiến sĩ. Ông từng giữ các chức vụ: Cục phó Cục Hậu cần Quân khu 1, Giám đốc kiêm Bí thư Đảng ủy Học viện Hậu cần.

## Thân thế và sự nghiệp
Ông quê ở xã Lý Thường Kiệt, huyện Yên Mỹ, tỉnh Hưng Yên, nhập ngũ năm 1946, được kết nạp vào Đảng Cộng sản Việt Nam năm 1947.
Từ năm 1946 đến 1950 ông lần lượt giữ các chức vụ: quản lý đại đội, chính trị viên trung đội, cán bộ địch vận tỉnh Thái Bình.
Từ năm 1950 đến 1958, chính trị viên đại đội quân y, chính trị viên phó tiểu đoàn, phụ trách chính trị viên Ban hậu cần Trung đoàn 64, Trưởng ban Giao tế Đoàn Pháo binh 305, quản trị trưởng Trường sĩ quan Pháo binh.
Từ năm 1958 đến 1967, giảng viên Hậu cần Trường trung cao Quân sự.
Từ năm 1967 đến 1981, Trưởng phòng nghiên cứu biên soạn Trường sĩ quan Hậu cần, Trưởng đoàn đi thực tế ở Chiến trường Trị Thiên Huế (1968) và Chiến dịch Hồ Chí Minh (1975).
Tháng 10 năm 1981, ông làm Phó Giám đốc Học viện Hậu cần
Tháng 1 năm 1985, ông giữ chức Phó Cục trưởng Cục hậu cần Quân khu 1.
Tháng 4 năm 1986, ông giữ chức Phó Giám đốc Học viện Hậu cần
Tháng 7 năm 1988, ông giữ chức Giám đốc kiêm Bí thư Đảng ủy Học viện Hậu cần
Năm 1996, ông nghỉ hưu.
Thiếu tướng (1989)

## Danh hiệu
Nhà giáo Nhân dân (1997)
Giáo sư (1991)
Tiến sĩ (1981)

## Khen thưởng
Huân chương Quân công hạng Nhì
Huân chương Chiến công hạng Ba
Huân chương Kháng chiến (chốn Pháp) (hạng Nhất, hạng Ba)
Huân chương Kháng chiến chống Mỹ cứu nước hạng Nhất
Huân chương Chiến sĩ vẻ vang (hạng Nhất, Nhì, Ba)
Huy chương Quân kỳ quyết thắng
Huy hiệu 50 năm tuổi Đảng